# 1513 Mátra
1513 Mátra è un asteroide della fascia principale. Scoperto nel 1940, presenta un'orbita caratterizzata da un semiasse maggiore pari a 2,1925013 au e da un'eccentricità di 0,0989741, inclinata di 3,97817° rispetto all'eclittica.
L'asteroide è dedicato all'omonima catena montuosa dell'Ungheria dove si trova l'Osservatorio Konkoly.